# Злидні (мультфільм)
«Злидні» — російсько-український пластиліновий фільм 2005 року студії Пілот, режисер — Степан Коваль. Мультфільм знятий за мотивами гуцульської народної казки, виконаний у пластиліновій техніці. Входить до циклу «Гора самоцвітів», який міститиме понад півсотні анімаційних фільмів, кожен з яких представлятиме певну національну народну казку.

## Сюжет
У Карпатах мешкає сім'я - Петро та Марічка з дітьми. Вони мають своє багате господарство, що включає як тварин, так і город. Петро зі своєю дружиною - хазяйновиті люди, які постійно працюють. Саме за все це їм заздрять сусіди. Одного дня господарство Петра і Марічки почало розвалюватися і, як з'ясувалося, в усьому виною були лиходії, які оселилися у них. 
Петро вирішує вивести їх з дому під мелодію своєї сопілки та залишає їх у глибокій ямі, а вночі лиходії вибираються з неї. Наступного дня родина відновлює своє господарство. Марічка йде в ліс по гриби, щоб приготувати на обід із ними вареники. Там вона знаходить величезний гриб і приносить його додому, але як виявилося це був зовсім не гриб, а лиходії. Господарство Петра і Марічки знову руйнується через них. Петро знову виводить їх під сопілку і залишає на дні глибокого озера.
В озері лиходії набувають вигляду риби. Наступного дня діти Петра і Марічки вирушають на риболовлю, ловлять лиходіїв і приносять додому під виглядом риби. Тепер господарство майже повністю зруйноване, і Петро вирішує обміняти в сусідів свою сопілку на пляшку горілки. Лиходії вирішують випити горілки і залазять у пляшку, яку закрили корком і викинули в болото. Після того, як господарство Петра і Марічки стало ще кращим, їхні сусіди із заздрощів вирішують повернути їм лиходіїв, але вони не повертаються до них, а залишаються жити у сусідів. Відтоді лиходії стали селитися у тих, хто заздрить сусідам.

## Над фільмом працювали
- Автор сценарію: Олександр Татарський;
- Режисер: Степан Коваль;
- Художник-постановник: Марина Пашковська;
- Художні керівники: Едуард Назаров, Олександр Татарський;
- Оператор-постановник: Володимир Галицький;
- Асистент оператора: Дмитро Шатько;
- Композитор: Лев Землінський;
- Звукорежисери: Дмитро Грабко, Іліко Читашвілі
- Музиканти: свірель — Сергій Бутушин, тромбон — Вадим Ахметгарєєв;
- Аніматори: Олег Цуріков, Марина Пашковська, Оксана Черненко, Степан Коваль;
- Художник-декоратор: Юрій Стельмащук;
- Художники: Ольга Фоменко, Олена Цебрик, Андрій Коваль;
- Асистент режисера: Ульяна Третьякова;
- Комп'ютерна обробка: Андрій Асламов, Олексій Ганков, Владислав Полікарпов;
- Директори картини: Руслан Макарський, Ігор Гелашвілі;
- Продюсер: Ірина Каплична.

### Над пластиліновою заставкою працювали:
- Режисер: Сергій Мерінов;
- Художник-постановник: Серафім Чорний;
- Аніматори: Олександра Левицька, Олена Голянкова, Наталя Акашкіна;
- Оператор-монтажер: Сергій Василенко;
- Художня рада проекту: Едуард Назаров, Олександр Татарський, Михайло Алдашин, Валентин Тєлєгін, Георгій Заколодяжний;
- Керівник проекту: Олександр Татарський;
- Генеральний продюсер проекту: Ігор Гелашвілі.

### Ролі озвучували
- Юрій Коваленко (DoctorZvuk) — Петро, злидні, сусіди,
- Євген Шах — оповідач;
- Ірма Вітовська-Ванца — Марічка та діти.

## Продюсування
Мультфільм створено на замовлення московської студії «Пілот» та її співзасновника Олександра Татарського. 
Зі сторони України мультфільм продюсували Міжнародний фестиваль анімаційних фільмів Крок та його директор Ірина Каплична.
Бюджет фільму — близько 100 тисяч доларів.

## Нагороди
- Golden Mboni Lola Kenia Festival
- Срібний ведмідь Festival der Nationen Ebensee
- ІІ премія Ja Ja Festival
- приз глядацьких симпатій за найкраще дитяче кіно ANIMADRID
- диплом журі World Festival of Animated Films in Zagreb.